# یواس‌اس هالی (۱۸۸۱)
یواس‌اس هالی (۱۸۸۱) (به انگلیسی: USS Holly (1881)) یک کشتی بود که طول آن ۱۷۶' بود. این کشتی در سال ۱۸۸۱ ساخته شد.